# Al Barlick
Albert Joseph Barlick, detto Al (Springfield, 2 aprile 1915 – Springfield, 27 dicembre 1995), è stato un arbitro di baseball statunitense nella Major League Baseball (MLB). È stato introdotto nella National Baseball Hall of Fame nel 1989.

## Carriera
Barlick fu un umpire nella Major League Baseball e lavorò nella National League per 28 stagioni (1940–43, 1946–55, 1958–71). Barlick saltò due stagioni (1944-45) per servire nella Guardia Costiera e due (1956-57) per problemi cardiaci. Arbitrò sette World Series e sette All-Star Game.
Barlick era noto per la sua voce potente e per le sue forti chiamate degli strike. Dopo avere lasciato l'arbitraggio nel 1971, divenne un osservatore per gli umpire e un supervisore. Fu introdotto nella Hall of Fame nel 1989.